# Calyptoides veternus
Calyptoides veternus är en stekelart som beskrevs av Cockerell 1921. Calyptoides veternus ingår i släktet Calyptoides och familjen bracksteklar. Inga underarter finns listade.